# Jeunesses communistes révolutionnaires
De Jeunesses communistes révolutionnaires, afgekort JCR, ("Revolutionaire Jonge Communisten") is de jeugdorganisatie van de Franse trotskistische Revolutionaire Communistenliga. De JCR werd in 1979 opgericht door de Revolutionaire Communistenliga. De naam is ontleend aan de Jeunesse Communiste Révolutionnaire, van wie zij de facto de opvolger is.
De JCR telt haar aanhangers voornamelijk onder middelbare scholieren en studenten. Haar ledental is onbekend (haar moederpartij telde volgens het dagblad Libération in januari 2006 ongeveer 3000 leden. Het devies van de JCR is "Révolution, "Égalité, Démocratie" ("revolutie, gelijkheid, democratie"). De JCR streeft naar de afschaffing van het kapitalisme, waarbij de hoofdrol toekomt aan de arbeiders. Een hervorming van het kapitalisme is voor de Jeunesses ondenkbaar en tot mislukken gedoemd.